# Ếch rừng Rattray
Ếch rừng Rattray, tên khoa học Anhydrophryne rattrayi, là một loài ếch thuộc họ Pyxicephalidae. Chúng là loài đặc hữu của Nam Phi. Chúng đang bị đe dọa có nguy cơ tuyệt chủng do mất môi trường sống.